# Palaeomolis rupicola
Palaeomolis rupicola là một loài bướm đêm thuộc phân họ Arctiinae, họ Erebidae.